# VDNCh
VDNCh (in russo ВДНХ?, /v-d-n-ˈha/) è una stazione della Metropolitana di Mosca situata sulla Linea Kalužsko-Rižskaja; prende il nome dall'acronimo di Выставка Достижений Народного Хозяйства (Esposizione delle Conquiste dell'Economia Popolare), situato in prossimità della stazione.

## Storia
Quando fu inaugurata, il 1º maggio 1958, era la stazione più settentrionale della linea Rižskaja. La stazione presenta pilastri ricoperti in marmo bianco e decorati con griglie di ventilazione circolari. VDNCh fu disegnata da Nadežda Bykova, I. Gochar-Charmandarjan, Ivan Taranov e Ju. Čerepanov. Situata a una profondità di 53,5 metri, è una delle fermate più profonde della metropolitana; è anche una delle più affollate, dato che ogni giorno vi transitano circa 119.000 passeggeri (studio del 1999).
In origine, la stazione doveva essere decorata maestosamente secondo lo stile delle altre stazioni degli anni cinquanta, con mosaici di V. A. Favorskij lungo le arcate tra i pilastri. Tuttavia, con la nascita della battaglia di Nikita Chruščëv contro gli "extra" decorativi, i mosaici furono sostituiti da pittura verde.
L'ingresso circolare originale si trova sul lato occidentale di Prospekt Mira, di fronte all'Obelisco dello Spazio. All'estremità meridionale della stazione fu aggiunto un secondo ingresso nel 1997.
Nel 2018 la stazione è stata fornita di bagni, il cui uso è consentito tramite la tessera polifunzionale dei trasporti Troika.

## Interscambi
Anche se non è collegata direttamente a VDNCh, la stazione della Monorotaia di Mosca Vystavočnyj Centr è raggiungibile a piedi.

## La stazione nei media
La stazione VDNCh (o VDNKh) è presente anche nel videogioco post-apocalittico Metro 2033, basato sull'omonimo romanzo, ambientato nella metropolitana di Mosca, in un distopico 2033.